# Кароляк, Томаш
Томаш Павел Кароляк (пол. Tomasz Paweł Karolak; род. 21 июня 1971 года, Радом, Польша) — польский актёр и вокалист.

## Биография
Томаш Кароляк жил в Варшаве, Миньске-Мазовецком, Устроне-Морском, где занимался театральной деятельностью. Экзамены в Театральном институте в Варшаве сдал неудачно. В 1997 году Томаш окончил Академию театрального искусства в Кракове. Работал продавцом и строителем. Томаш начал дебютировать в театре в 90-х годах. Выступал в театре имени Юлиуша Словацкого, в Новом театре в Лодзи и других театрах. В 2008 году Томаш стал членом жюри на шоу «Как они поют» (польск. «Jak Oni spiewaja»). В 2010 году открыл свой собственный театр под названием «IMKA». В том же 2010 году Томаш стал членом комитета поддержки партии Бронислава Коморовского на президентских выборах. В 2011 году был послом Польши по триатлону. Томаш имеет ряд наград за актёрские роли в театре и кино. Кроме того, Томаш Кароляк выпустил несколько музыкальных альбомов. Известные фильмы актёра: «Идеальный парень для моей девушки», «Похороните меня заживо», «Письма к М.».

## Личная жизнь
В 2006 году Томаш Кароляк женился на Виолетте Колаковской, которая тоже является актрисой. 5 ноября 2007 года у них родилась дочь Лена, а 20 февраля 2013 года - сын Леон.

## Фильмография
| Год  | Название                                | Персонаж                                  |
| ---- | --------------------------------------- | ----------------------------------------- |
| 2000 | Большое животное                        | второй сотрудник                          |
| 2003 | Тело                                    | Эмиль Карпатка "Голди"                    |
| 2004 | Преступники (сериал)                    | старший аспирант Щепан Залода (2004-2007) |
| 2004 | Nasza ulica (короткометражка)           | немецкий офицер                           |
| 2005 | Няня (сериал)                           | Виктор Швая (2007)                        |
| 2006 | Ты только люби                          | Людвик                                    |
| 2006 | Hela w opalach (сериал)                 | Адам                                      |
| 2006 | Внизу                                   | Михал                                     |
| 2007 | Две стороны медали (сериал)             | Адам Ковальский                           |
| 2007 | Тестостерон                             | гитарист                                  |
| 2007 | Dylematu 5 (сериал)                     | Рыху                                      |
| 2007 | Kilka prostych slow (короткометражка)   | Адам Ковальский                           |
| 2007 | Резервация                              | Рысек                                     |
| 2008 | Ещё раз                                 | официант                                  |
| 2008 | Определитель (сериал)                   | Том                                       |
| 2008 | Дамочки                                 | Войтек                                    |
| 2008 | 39 с половиной (сериал)                 | Дарек Янковски                            |
| 2008 | Не лги, детка                           | Павел                                     |
| 2008 | Уроки пана Куки                         | Мирек                                     |
| 2008 | Отец Матфей (сериал)                    | Пётровский (2010)                         |
| 2008 | Занозы                                  | Элвис Пресли                              |
| 2009 | Идеальный парень для моей девушки       | Норберт Плешица                           |
| 2009 | Любовь на подиуме                       | Крупницки                                 |
| 2009 | Похороните меня заживо                  | Орвилл                                    |
| 2010 | Торт                                    | Давид                                     |
| 2010 | Отель 52 (сериал)                       | пилот Анджей Радецки (2010-2012)          |
| 2010 | Миллион долларов                        | Стасюнек                                  |
| 2010 | Проект ребёнок: Отец нужен прямо сейчас | Роберт                                    |
| 2010 | Завтрак в постель                       | Пётр                                      |
| 2010 | Три минуты. 21:37                       | пациент                                   |
| 2011 | Женско-мужская война                    | Огр                                       |
| 2011 | Семейка (сериал)                        | Людвик Боски                              |
| 2011 | Рецепт для жизни (сериал)               | Матео (2012)                              |
| 2011 | Совместная поездка                      | Жерар Квасьневский                        |
| 2011 | Письма к М.                             | Мельхиор                                  |
| 2011 | Pokaz kotku, co masz w srodku           | полицейский                               |
| 2012 | Варшавское похмелье                     | Сильво                                    |
| 2012 | Правосудие Агаты (сериал)               | Войтек                                    |
| 2014 | Baron24                                 | Мирек Барон                               |
| 2015 | Bangistan                               |                                           |

## Дискография
| Год  | Название песни     |
| ---- | ------------------ |
| 2008 | Anarchia           |
| 2008 | Zabiorę cię        |
| 2008 | I love you         |
| 2008 | Stany              |
| 2009 | Sielanka o domu    |
| 2009 | Wszystko bez sensu |
| 2009 | Cienie na ścianie  |
| 2009 | Nie zostawiaj mnie |
| 2009 | Falubaz to Magia   |
| 2013 | Tylko bądź         |

- Томаш Кароляк на сайте «Fakt.pl» Архивная копия от 3 апреля 2016 на Wayback Machine
- Томаш Кароляк на сайте «Teatr IMKA» Архивная копия от 30 января 2019 на Wayback Machine
- Новости об актёре Архивная копия от 23 ноября 2018 на Wayback Machine
- Песни Архивная копия от 21 апреля 2008 на Wayback Machine